# ハイム・サロモン
ハイム・サロモン、またはハイム・ソロモン（Haym Solomon, Salomon, 1740年 - 1785年）はポーランド出身のアメリカの実業家で、銀行家。
レシュノにラビの子として生まれる。
1772年アメリカに移住し、フィラデルフィアで仲買業を開業。
アメリカ独立戦争の際のアメリカへの財政援助を行った。

## 英語版の参考文献
- Hart, Charles Spencer. General Washington's Son of Israel and Other Forgotten Heroes of History. ISBN 0836912969.
- Russell, Charles Edward. Haym Salomon and the Revolution. ISBN 0781258278.